# Lecithocera palpella
Lecithocera palpella is een vlinder uit de familie van de Lecithoceridae. De wetenschappelijke naam van de soort is voor het eerst geldig gepubliceerd in 1961 door Bradley.